# بید ترخونی
بید ترخونی، جربید (نام علمی: Salix wilhelmsiana) نام یک گونه (زیست‌شناسی) از سرده بید است.